# Сомдеж То
Сомдеж То (официальное имя — Сомдеж Будхакария (То Брахмаранси), тайск. สมเด็จพระพุฒาจารย์ (โต พฺรหฺมรํสี)) — знаменитый тайский монах времён Королевства Раттанакосин. Является одним из самых известных и почитаемых монахов в Таиланде, ему посвящены многочисленные статуи и изображения в Бангкоке.
Он славился своей мудростью и остроумием. Имел тесные связи с королевской семьей, но оставался досягаем для людей любого социального уровня, что стало одной из причин его популярности.
Сомдежу То приписывают магические способности, а его амулетам — волшебные свойства. В частности, амулеты должны приносить владельцу благоволение высокопоставленных начальников, повышая шанс увеличения заработной платы и карьерного роста. В связи с модернизацией тайского общества подобные преимущества ценились всё сильнее, и с 50-х годов популярность монаха и спрос на его амулеты начал уверенно расти. В 70-е годы, когда поклонение Сомдежу То было уже широко распространено, цена амулета была сопоставима с ценой автомобиля.